# Kuncewskaja (stacja metra linii Arbatsko-Pokrowskiej i Filowskiej)
Kuncewskaja (ros. Кунцевская) – stacja moskiewskiego metra linii Filowskiej (linia 4.) (kod 064), dla której od 2008 roku stanowi stację końcową i linii Arbacko-Pokrowskiej (linia 3.) (kod 210). Nazwa pochodzi od rejonu Kuncewo w zachodnim okręgu administracyjnym Moskwy, gdzie jest położona. Wyjścia prowadzą na ulice Rublowskoje Szosse (pod wiaduktem której stacja jest ulokowana), Mołdawskaja, Małaja Filowskaja i stację kolejową Kuncewo.

## Podział
Stacja pierwotnie została otwarta 30 sierpnia 1965 pomiędzy stacjami Mołodiożnaja i Pionierskaja, gdy tymczasem resztę odcinka już 5 lipca 1965. 2 stycznia 2008 zamknięto ją z powodu remontu i otwarto ponownie 7 stycznia. Stację przekształcono na końcową dla linii Filowskiej, a resztę wcześniejszej linii przyłączono do linii Arbacko-Pokrowskiej.
Obecnie podział torów ustalany jest w zależności od potrzeb. Nowy peron obsługuje pociągi ze stacji Sławianskij Bulwar zmierzające do stacji Strogino. Pozostałe dwa tory nadal obsługują linię Filowską. Od czasu zbudowania odnogi na tej linii na stację przyjeżdża tylko połowa pociągów, dlatego tor używany jest czasem przez składy jadące do stacji Mołodiożnaja. Ostatni tor obsługuje pociągi obu linii jadące do centrum, przez co jest najbardziej zatłoczony.

## Konstrukcja i wystrój
Stacja jest naziemna, posiada dwa perony, w tym jeden wyspowy z zadaszeniem. Pierwotnie stanowiła typową dla linii stację naziemną, w 2008 roku dobudowano drugi peron z jednym torem. W starszej części podziemia dwupoziomowych westybuli, kolumny i ściany w trzech klatkach schodowych pokryto marmurem. W nowej części ściany pokryto panelami z kompozytów, aluminium i naturalnego kamienia. Podłogi wyłożono polerowanym granitem, a przy krawędziach peronów zamontowano diody LED. Wydłużono stary peron, aby mógł przyjmować 7- i 8-wagonowe składy.